# Daet

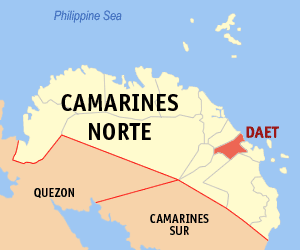
Daets läge i Camarines Norte

Daet är en ort i Filippinerna som är administrativ huvudort för provinsen Camarines Norte i Bikolregionen.
Daet räknas officiellt inte som stad utan är en kommun. Kommunen är indelad i 25 smådistrikt, barangayer, varav 14 är klassificerade som landsbygdsdistrikt och 11 som tätortsdistrikt. Hela kommunen har 80 632 invånare (folkräkning 1 maj 2000) varav ungefär hälften bor i centralorten.